# Svjetlomjer
Svjetlomjer je dio fotografske ili filmske opreme, a to je ustvari fotometar koji mjereći svjetlosnu jakost omogućuje određivanje elemenata ekspozicije, to jest otvor objektiva i trajanje eksponiranja (izlaganja). Obično je sastavni dio fotografskog aparata, ili je samostalan uređaj. Kao dio fotografskog aparata najčešće služi za određivanje dijelova ekspozicije mjerenjem svjetlosti kroz objektiv aparata, te za odabir načina mjerenja svjetlosti (na primjer po cijeloj površini motiva, ili u pojedinoj točki). Kao samostalan uređaj često se koristi u profesionalnoj fotografiji i na filmu, na primjer pri snimanju u protusvjetlosti, očitavanju dijelova ekspozicije uz približavanje predmetu snimanja ili na standardnoj površini (takozvani sivi karton). Kod nekih svjetlomjera jačina svjetlosti mjeri se iz smjera snimanja, a kod drugih na predmetu snimanja (uz korištenje odgovarajućega filtra koji je sastavni dio svjetlomjera). U fotografiji se koriste i svjetlomjeri koji mjere svjetlost pod vrlo uskim vidnim kutom (takozvani spotmetar), a služe za određivanje dijelova ekspozicije pri snimanju bljeskalicom (takozvani flešmetar), ili pak služe za rad u fotografskom laboratoriju.

## Luksometar
Luksometar je mjerni instrument koji služi za mjerenje jakosti rasvjete (osvjetljenja). Glavni dio instrumenta je fotoćelija koja se sastoji od tanke bakrene pločice, prevučene s jedne strane tankim slojem bakrenog oksidula. Jedan kraj okrenute električne zavojnice osjetljivog ampermetra spojen je sa spomenutim slojem, a drugi s bakrenom stranom pločice. Kad zrake svjetlosti padnu na fotoćeliju, i to na bakreni oksidul, poteći će električna struja od bakrenog oksidula na bakar, i kazaljka će pokazati otklon. Kako je jakost električne struje razmjerna s jakošću rasvjete, instrument se može umjeriti (baždariti) mjesto u amperima direktno u luksima.